# Phialella macrogona
Phialella macrogona is een hydroïdpoliep uit de familie Phialellidae. De poliep komt uit het geslacht Phialella. Phialella macrogona werd in 1985 voor het eerst wetenschappelijk beschreven door Xu, Huang & Wang. 